# Бойд, Рассел
Рассел Бойд (англ. Russell Boyd; род. 21 апреля 1944, Джелонг, Виктория, Австралия) — австралийский и американский кинооператор, лауреат премии «Оскар» (2004). Постоянно работал с Питером Уиром.

## Биография
Родился 21 апреля 1944 года в городе Джелонг, штат Виктория. Член Австралийского общества кинооператоров с 1975 года и Американского общества кинооператоров с 2004 года.

## Избранная фильмография
- 1974 — Между войнами / Between Wars (реж. Майкл Торнхилл, премия Австралийского общества кинооператоров оператору года)
- 1975 — Пикник у Висячей скалы / Picnic at Hanging Rock (реж. Питер Уир, премия BAFTA)
- 1976 — Break of Day (реж. Кен Ханнам, премия Австралийского киноинститута)
- 1977 — Последняя волна / The Last Wave (реж. Питер Уир, премия Австралийского киноинститута)
- 1980 — Цепная реакция / The Chain Reaction (реж. Иен Барри)
- 1981 — Галлиполи / Gallipoli (реж. Питер Уир, премия Австралийского общества кинооператоров, премия Австралийского киноинститута)
- 1982 — Год опасной жизни / The Year of Living Dangerously (реж. Питер Уир)
- 1983 — Нежное милосердие / Tender Mercies (реж. Брюс Бересфорд)
- 1984 — История солдата / A Soldier’s Story (реж. Норман Джуисон)
- 1985 — Берк и Уиллс / Burke & Wills (реж. Грэм Клиффорд)
- 1986 — Данди по прозвищу «Крокодил» / Crocodile Dundee (реж. Питер Файман)
- 1988 — Крокодил Данди 2 / Crocodile Dundee 2 (реж. Джон Корнелл)
- 1989 — Страна / In Country (реж. Норман Джуисон)
- 1990 — Кровавая клятва / Blood oath (реж. Стивен Уоллес)
- 1992 — Белые люди не умеют прыгать / White Men Can’t Jump (реж. Рон Шелтон)
- 1992 — Вечно молодой / Forever Young (реж. Стив Майнер)
- 1996 — Жестяной кубок / Tin Cup (реж. Рон Шелтон)
- 1997 — Лжец, лжец / Liar Liar (реж. Том Шедьяк)
- 1998 — Доктор Дулиттл / Dr. Dolittle (реж. Бетти Томас)
- 2001 — Серенады / Serenades (реж. Мойган Хадем, премия Сообщества кинокритиков Австралии)
- 2001 — Американские преступники / American Outlaws (реж. Лес Мэйфилд)
- 2003 — Хозяин морей: На краю земли / Master and Commander: The Far Side of the World (реж. Питер Уир, Оскар за операторскую работу, номинация на премию BAFTA, премия Национального общества кинокритиков США)
- 2007 — Призрачный гонщик / Ghost Rider (реж. Маркс Стивен Джонсон)
- 2010 — Путь домой / The Way Back (реж. Питер Уир)

## Признание
Многократный номинант и лауреат национальных и международных премий. Премия фестиваля в Лодзи за лучший дуэт кинорежиссёра и оператора (2003, с Питером Уиром).